# Anatolij Baniszewski
Anatolij Andriejewicz Baniszewski (azer. Anatoli Andrey oğlu Banişevski,
ros. Анатолий Андреевич Банишевский, ukr. Анатолій Андрійович Банішевський, Anatolij Andrijowycz Baniszewski; ur. 23 lutego 1946 w Baku, zm. 10 grudnia 1997 tamże) – azerski piłkarz ukraińskiego pochodzenia występujący na pozycji napastnika, reprezentant Związku Radzieckiego w latach 1965–1972, trener piłkarski.
Uznawany jest za jednego z najlepszych piłkarzy w historii radzieckiej piłki nożnej. Na okoliczność jubileuszu 50-lecia UEFA został przez azerbejdżańską federację piłkarską uznany najlepszym piłkarzem w historii Azerbejdżanu.

## Kariera klubowa
Pochodził z ukraińskiej rodziny, jednak większość swojego życia i całą karierę sportową spędził w Azerbejdżanie. W wieku 16 lat został zawodnikiem zespołu Nieftianik Baku, z którym następnie związany był do końca kariery zawodniczej w 1978. Już na początku kariery był uważany za duży talent. Jeszcze jako nastolatek zaczął grać w pierwszej drużynie. W 1966 zajął ze swoim klubem 3. miejsce w radzieckiej Klasie A. Przez kilka sezonów był jednym z najskuteczniejszych strzelców zespołu. W 1972 roku Nieftianik – już pod nazwą Neftçi PFK – opuścił radziecką ekstraklasę. Baniszewski kontynuował jednak grę w swoim macierzystym klubie, przyczyniając się w 1976 do powrotu do najwyższej klasy rozgrywkowej. Karierę zakończył dwa lata później.

## Kariera reprezentacyjna
Wkrótce po debiucie w Nieftianiku Baku zwrócił uwagę selekcjonerów reprezentacji. W barwach Sbornej zadebiutował 4 lipca 1965 w meczu z Brazylią. 3 października 1965 w meczu przeciwko Grecji, w swoim trzecim reprezentacyjnym występie, zaliczając hat-tricka zdobył pierwsze bramki dla Sbornej. W 1966 był już podstawowym zawodnikiem drużyny radzieckiej, z którą na mistrzostwach świata w Anglii dotarł do półfinału. Jako reprezentant wystąpił również na mistrzostwach Europy w 1968 (4. miejsce) oraz na Mistrzostwa Europy w Piłce Nożnej 1972. W tym ostatnim turnieju reprezentacja ZSRR przegrała w finale z drużyną RFN, a Baniszewski, uznany za jednego z odpowiedzialnych za porażkę, stracił miejsce w kadrze. Rozegrany 18 czerwca 1972 finałowy mecz z Niemcami był jego ostatnim występem w barwach Sbornej, w której ogółem rozegrał 50 spotkań, strzelając 19 bramek.

## Kariera szkoleniowa
Po zakończeniu kariery piłkarskiej pracował także jako trener. W latach 1981–1983 szkolił piłkarzy Neftçi PFK. Pracował również z młodzieżą w Burkina Faso. Pracę w futbolu musiał jednak zakończyć z powodu choroby.